# Sumner (Illinois)
Sumner – miasto w Stanach Zjednoczonych, w stanie Illinois, w hrabstwie Lawrence.

## Demografia
W roku 2000 miasto zamieszkiwały 1022 osoby, a gęstość zaludnienia wynosiła 282,3 osoby/km². W roku 2023 liczba mieszkańców wzrosła do 2596 osób, a gęstość zaludnienia przekroczyła 717 osób/km². Na przestrzeni niespełna ćwierćwiecza zaludnienie Sumner zwiększyło się ponad 2,5-krotnie.